# آني هولاند
آني هولاند (بالإنجليزية: Annie Holland)‏ هي عازفة قيثارة بريطانية، ولدت في 26 أغسطس 1965 في لندن في المملكة المتحدة.

## وصلات خارجية
- آني هولاند على موقع ميوزك برينز (الإنجليزية)
- آني هولاند على موقع ديسكوغز (الإنجليزية)